# Hemp Gru
Hemp Gru est un groupe polonais de hip-hop, originaire de Varsovie.

## Histoire
Le groupe fait ses débuts avec le titre Na krawędzi, sorti en 1998 sur la compilation Hiphopowy raport z osiedla w najlepszym wykonaniu. En 2004, le label Prosto sort le premier album du groupe intitulé Klucz. Les enregistrements sont promus par les clips des morceaux To jest to, Nienawiść et Sami swoi. Le 27 avril 2006, sur le site officiel de Molesta, Ewenement, Wilku et Bilon annoncent qu'ils mettent fin à leur collaboration avec le label Prosto,. Peu après, Wilku fonde un label discographique appelé DIIL Records.
Le 15 janvier 2008, la Commission européenne décerne à Hemp Gru le prix European Border Breakers Awards (EBBA),. La remise du prix a lieu le 27 janvier 2008 à Cannes, en France, le jour de l'ouverture du plus grand salon international de la musique, le MIDEM. Le 15 avril 2009, le deuxième album de Hemp Gru, intitulé Droga,. Dans le cadre de la promotion, le groupe réalise huit clips, notamment pour les morceaux ...w hemp armii, 63 dni chwały, Niespełnione obietnice et Wyrok ulicy. Les enregistrements sont également promus lors d'une tournée de concerts en Pologne. Le 16 avril 2011, le premier mini-album du groupe, Jedność, sort.
Après six ans d'absence, Hemp Gru revient sur scène. Leur nouvel album intitulé Eter sort le 9 novembre 2018 à l'occasion du 20e anniversaire du groupe.

## Discographie

### Albums studio
| Année                                             | Détails                                                       | Meilleure position | Ventes                          | Certification                           |
| Année                                             | Détails                                                       | POL                | Ventes                          | Certification                           |
| ------------------------------------------------- | ------------------------------------------------------------- | ------------------ | ------------------------------- | --------------------------------------- |
| 2004                                              | Klucz - Date : 6 décembre 2004 - Label : Prosto               | 20                 | - POL : +15 000                 | - POL : disque d'or                     |
| 2009                                              | Droga - Date : 15 avril 2009 - Label : Hemp Rec.              | 6                  | - POL : +15 000 - POL : +15 000 | - POL : disque d'or - POL : disque d'or |
| 2011                                              | Jedność (EP) - Date : 16 avril 2011 - Label : Hemp Rec.       | 3                  | - POL : +15 000                 | - POL : disque d'or                     |
| 2011                                              | Lojalność (EP) - Date : 3 décembre 2011 - Label : Hemp Rec.   | 6                  | - POL : +15 000                 | - POL : disque d'or                     |
| 2011                                              | Jedność (DVD) - Date : 10 décembre 2011 - Label : Hemp Rec.   | –                  |                                 |                                         |
| 2012                                              | Braterstwo (EP) - Date : 12 décembre 2012 - Label : Hemp Rec. | 8                  | - POL : +15 000                 | - POL : disque d'or                     |
| 2018                                              | Eter - Date : 9 novembre 2018 - Label : Hemp Rec.             | 3                  | - POL : +15 000                 | - POL : disque d'or                     |
| « - » signifie qu'aucun classement n'est atteint. |                                                               |                    |                                 |                                         |